# وارموز
غيوم وارموز (22 مايو 1970 بسانت فالير في فرنسا - ) (بالفرنسية: Guillaume Warmuz)‏ هو لاعب كرة قدم فرنسي وبولندي في مركز حراسة المرمى. شارك مع منتخب فرنسا تحت 21 سنة لكرة القدم ومنتخب فرنسا ب لكرة القدم ‏. أما مع النوادي، فقد لعب مع أولمبيك مارسيليا وبوروسيا دورتموند ومركز كليرفونتين ونادي أرسنال ونادي لانس ونادي لوهان كويسو ونادي موناكو.

## وصلات خارجية
- وارموز على موقع قاعدة بيانات كرة القدم.إي يو (الإنجليزية)
- وارموز على موقع بيانات كرة القدم. دي إي (الألمانية)
- وارموز على موقع Soccerbase.com (لاعب) (الإنجليزية)
- وارموز على موقع Soccerway.com (الإنجليزية)
- وارموز على موقع عالم كرة القدم.نت (الإنجليزية)